# Transsiberia (álbum)
Transsiberia es la vigésimo quinta banda sonora compuesta por el grupo alemán de música electrónica Tangerine Dream. Publicada en junio de 1998 por el sello TDI se trata de la música compuesta para la película documental homónima dirigida por Jan Rishkow.
Jim Brenholds, en su crítica para AllMusic, indica que "la bandas sonoras de Tangerine Dream rara vez se quedan a medio camino: o son grandes trabajos que se sostienen bien o son completos fracasos cuando se hallan fuera de contexto. Este es un gran CD. Las imágenes son claras y vívidas, la influencia del ritmo crea la sensación de estar en un tren y los paisajes sonoros son apropiadamente fríos y distantes. Los oyentes atentos sentirán el aislamiento de Siberia y el aura de la realeza en la herencia rusa. Esta es la clásica electrónica de la escuela de Berlín de los fundadores del estilo. Es música electrónica esencial."

## Producción

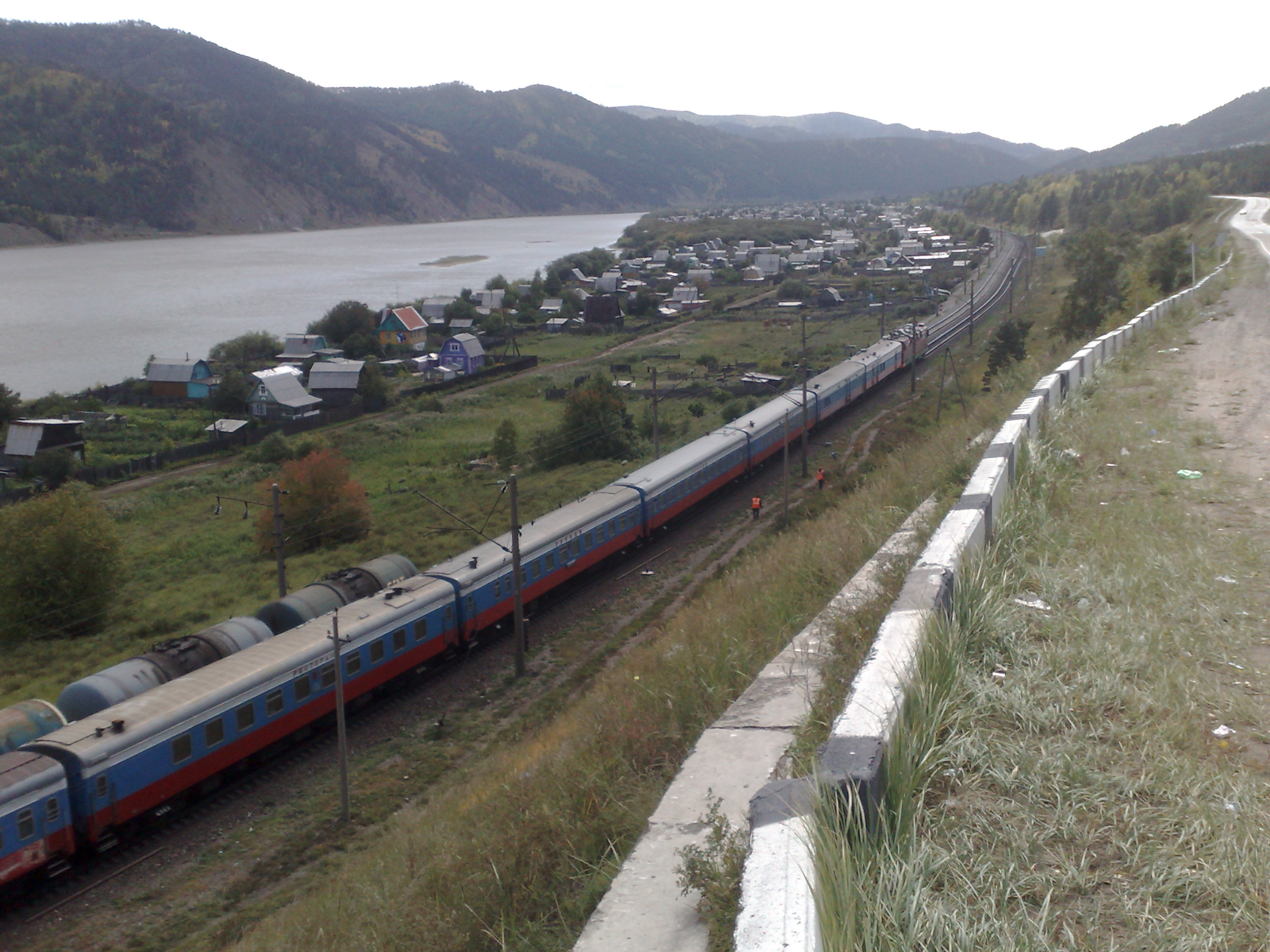
Panorámica del ferrocarril Transiberiano junto al río Selengá (Mongolia)

Incluida dentro de una serie de documentales titulada Russian Heart Transsiberia es una película documental de corte experimental, rodada en blanco y negro, que sigue el recorrido que realiza el ferrocarril Transiberiano desde Moscú a Vladivostok.
Tangerine Dream, integrado entonces por Edgar y Jerome Froese, compusieron la banda sonora en el verano de 1997 en los estudios Eastgate de Berlín y Viena. Siguiendo una práctica común en las bandas sonoras del grupo todas las canciones son nuevas composiciones a excepción de «The Golden Horn» que es una remezcla de la canción «Turning Off The Wheel» del álbum Optical Race (1988). Publicado originalmente en formato de disco compacto ha sido reeditado varias veces con modificaciones en su diseño gráfico y también como álbum digital.

## Lista de canciones
| N.º   | Título             | Escritor(es) | Duración |  |
| 1.    | «Yaroslaw Station» | Edgar Froese | 4:52     |  |
| 2.    | «Smoky Karlow»     | Edgar Froese | 9:25     |  |
| 3.    | «Siberian Lights»  | Edgar Froese | 4:01     |  |
| 4.    | «Jenissei River»   | Edgar Froese | 4:44     |  |
| 5.    | «Baikal Sunrise»   | Edgar Froese | 4:42     |  |
| 6.    | «Samowar Juri»     | Edgar Froese | 4:40     |  |
| 7.    | «Ulan-Ude»         | Edgar Froese | 4:35     |  |
| 8.    | «Chingan Night»    | Edgar Froese | 6:55     |  |
| 9.    | «Russian Soul»     | Edgar Froese | 4:13     |  |
| 10.   | «The Golden Horn»  | Edgar Froese | 5:18     |  |
| 53:25 |                    |              |          |  |

## Personal
- Edgar Froese - instrumentación, ingeniería de grabación y producción
- Jerome Froese - instrumentación y masterización